# Strada statale 514 di Chiaramonte
La strada statale 514 di Chiaramonte (SS 514) è una strada statale italiana che si sviluppa in Sicilia. Costituisce il principale collegamento veloce senza attraversamenti urbani tra Ragusa, da dove ha inizio, e la strada statale 194 Ragusana per Catania sulla quale si inserisce nei pressi di Vizzini.

## Storia
Fu progettata come camionabile alla fine degli anni 1960, ma fu aperta al traffico solo nel 1971.

## Descrizione
La Strada statale 514 di Chiaramonte ha per tutto il suo percorso le caratteristiche di uno scorrimento veloce a carreggiata unica, essendo dotata di banchine laterali e priva di attraversamenti di centri abitati. Gli incroci principali con la viabilità secondaria sono a livelli sfalsati.
La strada ha origine dalla strada statale 115 Sud Occidentale Sicula (km 314,900), nei pressi di Ragusa da dove volge verso nord innestandosi senza soluzione di continuità nella strada statale 194 Ragusana (km 40,700) che ne rappresenta la naturale prosecuzione a scorrimento veloce verso Catania. Lungo il percorso della statale 514 si innesta anche la strada statale 683 di Licodia Eubea-Libertinia per Caltagirone. Lungo il suo tragitto la strada attraversa i territori comunali di Ragusa, Chiaramonte Gulfi e Licodia Eubea e Vizzini.

### Tabella percorso
| di Chiaramonte |                                                       |      |           |
| Tipo           | Indicazione                                           | ↓km↓ | Provincia |
|                | Sud Occidentale Sicula (direzione Siracusa)           | 0,0  | RG        |
|                | Sud Occidentale Sicula (direzione Trapani) per Ragusa | 0,0  | RG        |
|                | per Tre Casuzze                                       | 3,0  | RG        |
|                | per Chiaramonte Gulfi, Comiso Aeroporto di Comiso     | 11,7 | RG        |
|                | Gerardo per Villaggio Gulfi                           | 13,8 | RG        |
|                | per Roccazzo per Licodia Eubea                        | 18,7 | RG/CT     |
|                | per Licodia Eubea, Mazzarrone                         | 26,7 | CT        |
|                | di Licodia Eubea-Libertinia                           | 31,4 | CT        |
|                | Vizzini Scalo Siracusana per Licodia Eubea            | 35,5 | CT        |
|                | per Vizzini                                           | 37,9 | CT        |
|                | Ragusana                                              | 40,4 | CT        |

## Lavori e progetti
È in realizzazione il raddoppio della strada con adeguamento a autostrada con due corsie per senso di marcia con carreggiate separate.